# Korkkisluoto
Korkkisluoto med Lahdisluoto är en ö i Finland. Den ligger i Skärgårdshavet och i kommunen Nådendal i landskapet Egentliga Finland, i den sydvästra delen av landet. Ön ligger omkring 23 kilometer sydväst om Åbo och omkring 160 kilometer väster om Helsingfors.
Öns area är 10,3 hektar och dess största längd är 0,7 kilometer i sydväst-nordöstlig riktning.